# 나는 집으로 간다
《나는 집으로 간다》(Je Rentre A La Maison, I'm Going Home)는 포르투갈에서 제작된 마뇰 드 올리베이라 감독의 2001년 코미디, 드라마 영화이다. 미첼 피콜리 등이 주연으로 출연하였고 파울로 브랑코 등이 제작에 참여하였다.

## 출연

### 주연
- 미첼 피콜리
- 안톤 쳅페이

### 조연
- 르오노어 발다쿼
- 레오노르 실베이라
- 리카도 트리파

## 기타
- 미술: 이브스 포니에르
- 의상: 이사벨 브랑코